# 松树玫瑰圣母堂
松树玫瑰圣母堂 (Santa Maria del Rosario alle Pigne) 是一座罗马天主教教堂，位于意大利那不勒斯，靠近加富尔广场。
该堂得名于在1638年，教堂所在的区域曾是一片松树林。砍伐树木后，建造了修道院。教堂是由Arcangelo Guglielmelli设计。立面有这位艺术家的圣母雕像。堂内有卢卡·焦尔达诺的作品。相邻的修道院为文艺复兴晚期风格。